# NSWRL 1984
Die NSWRL 1984 war die 77. Saison der New South Wales Rugby League Premiership, der ersten australischen Rugby-League-Meisterschaft. Den ersten Tabellenplatz nach Ende der regulären Saison belegten die Canterbury-Bankstown Bulldogs. Diese gewannen im Finale 6:4 gegen die Parramatta Eels und gewannen damit die NSWRL zum vierten Mal.
Nach der Saison 1983 waren die Newtown Jets wegen finanziellen Schwierigkeiten aus der Liga ausgeschlossen worden, wodurch die Anzahl der Mannschaften 1984 von vierzehn auf dreizehn sank.

## Tabelle
|      | Team                          | Spiele | Siege | Unent. | Ndlg. | Spiel- punkte | Diff. | Tabellen- punkte |
| ---- | ----------------------------- | ------ | ----- | ------ | ----- | ------------- | ----- | ---------------- |
| 01.  | Canterbury-Bankstown Bulldogs | 24     | 19    | 0      | 5     | 435:237       | + 198 | 42               |
| 02.  | St. George Dragons            | 24     | 17    | 0      | 7     | 445:289       | + 156 | 38               |
| 03.  | Parramatta Eels               | 24     | 17    | 0      | 7     | 412:260       | + 152 | 38               |
| 04.  | Manly-Warringah Sea Eagles    | 24     | 14    | 0      | 10    | 512:338       | + 174 | 32               |
| 05.  | South Sydney Rabbitohs        | 24     | 13    | 0      | 11    | 333:307       | + 26  | 30               |
| 06.  | Canberra Raiders              | 24     | 13    | 0      | 11    | 379:394       | - 15  | 30               |
| 07.  | Penrith Panthers              | 24     | 12    | 1      | 11    | 409:401       | + 8   | 29               |
| 08.  | Illawarra Steelers            | 24     | 12    | 0      | 12    | 368:388       | - 20  | 28               |
| 09.  | Balmain Tigers                | 24     | 12    | 0      | 12    | 380:405       | - 25  | 28               |
| 010. | Cronulla-Sutherland Sharks    | 24     | 10    | 1      | 13    | 446:478       | - 32  | 25               |
| 011. | North Sydney Bears            | 24     | 9     | 1      | 14    | 371:447       | - 76  | 23               |
| 012. | Eastern Suburbs Roosters      | 24     | 5     | 1      | 18    | 308:478       | - 170 | 15               |
| 013. | Western Suburbs Magpies       | 24     | 1     | 0      | 23    | 244:620       | - 376 | 6                |

- Da in dieser Saison jedes Team zwei Freilose hatte, wurden nach der Saison zur normalen Punktezahl noch vier Punkte dazugezählt.

## Playoffs

### Ausscheidungsplayoff
| 28. August | South Sydney Rabbitohs | 23 : 4 | Canberra Raiders | Sydney Cricket Ground, Sydney Zuschauer: 10.101 Schiedsrichter: Greg McCallum |
| 28. August | Bericht                |        |                  | Sydney Cricket Ground, Sydney Zuschauer: 10.101 Schiedsrichter: Greg McCallum |

- Das Spiel fand statt, da South Sydney und Canberra punktgleich waren.

### Ausscheidungs/Qualifikationsplayoffs
| 1. September | South Sydney Rabbitohs | 22 : 18 | Manly-Warringah Sea Eagles | Sydney Cricket Ground, Sydney Zuschauer: 15.801 Schiedsrichter: Chris Ward |
| 1. September | (14:14) Bericht        |         |                            | Sydney Cricket Ground, Sydney Zuschauer: 15.801 Schiedsrichter: Chris Ward |

| 2. September | Parramatta Eels | 22 : 16 | St. George Dragons | Sydney Cricket Ground, Sydney Zuschauer: 25.675 Schiedsrichter: Kevin Roberts |
| 2. September | Bericht         |         |                    | Sydney Cricket Ground, Sydney Zuschauer: 25.675 Schiedsrichter: Kevin Roberts |

| 8. September | St. George Dragons | 24 : 6 | South Sydney Rabbitohs | Sydney Cricket Ground, Sydney Zuschauer: 32.162 Schiedsrichter: Barry Barnes |
| 8. September | Bericht            |        |                        | Sydney Cricket Ground, Sydney Zuschauer: 32.162 Schiedsrichter: Barry Barnes |

| 9. September | Canterbury-Bankstown Bulldogs | 16 : 8 | Parramatta Eels | Sydney Cricket Ground, Sydney Zuschauer: 30.044 Schiedsrichter: Greg McCallum |
| 9. September | (12:6) Bericht                |        |                 | Sydney Cricket Ground, Sydney Zuschauer: 30.044 Schiedsrichter: Greg McCallum |

### Halbfinale
| 16. September | Parramatta Eels | 8 : 7 | St. George Dragons | Sydney Cricket Ground, Sydney Zuschauer: 37.004 Schiedsrichter: Kevin Roberts |
| 16. September | (4:0) Bericht   |       |                    | Sydney Cricket Ground, Sydney Zuschauer: 37.004 Schiedsrichter: Kevin Roberts |

### Grand Final
| 23. September | Canterbury-Bankstown Bulldogs               | 6 : 4         | Parramatta Eels  | Sydney Cricket Ground, Sydney Zuschauer: 47.076 Schiedsrichter: Kevin Roberts |
| 23. September | Versuche: Bugden Erhöhungen: Mortimer (1/1) | (0:4) Bericht | Versuche: Cronin | Sydney Cricket Ground, Sydney Zuschauer: 47.076 Schiedsrichter: Kevin Roberts |

| 1                  | Michael Potter |
| 2                  | Peter Mortimer |
| 3                  | Andrew Farrar  |
| 4                  | Chris Mortimer |
| 5                  | Steve O’Brien  |
| 6                  | Terry Lamb     |
| 7                  | Steve Mortimer |
| 8                  | Paul Langmack  |
| 9                  | Steve Folkes   |
| 16                 | Brian Battese  |
| 11                 | Peter Kelly    |
| 12                 | Mark Bugden    |
| 13                 | Peter Tunks    |
| Auswechselspieler: |                |
| 10                 | Darryl Brohman |
| 22                 | Geoff Robinson |
| 20                 | Greg Mullane   |

| 1                  | Paul Taylor     |
| 2                  | Neil Hunt       |
| 3                  | Mick Cronin     |
| 4                  | Steve Ella      |
| 5                  | Eric Grothe     |
| 6                  | Brett Kenny     |
| 7                  | Peter Sterling  |
| 8                  | Ray Price       |
| 9                  | John Muggleton  |
| 10                 | Chris Phelan    |
| 11                 | Paul Mares      |
| 12                 | Steve Edge      |
| 13                 | Stan Jurd       |
| Auswechselspieler: |                 |
| 22                 | Steve Sharp     |
| 15                 | David Liddiard  |
| 17                 | Glenn Mansfield |
| 20                 | Ron Quinn       |